# 王德 (嘉靖進士)
王德（1517年—1558年），字汝修，号东华，浙江永嘉县场二都英桥里（今温州市龙湾区永昌堡）人。明朝官員。官至廣東按察司僉事，鄉居抗擊倭寇殉難。

## 生平
嘉靖十六年（1537年）丁酉科浙江鄉試第八十名，嘉靖十七年（1538年）戊戌科進士第三甲第一百四十三名。十九年授山東东昌府推官，二十年以临清外城修成，升俸一级，六月丁父忧。二十六年起補大名府推官，摄滑县知县事。嘉靖二十七年（1548年）十一月行取户科给事中，巡视光禄寺。嘉靖二十九年，出京赴山东募兵，外放擔任广东按察司佥事，在岭南帶兵，因與抚台议事不合，稱病辭歸。嘉靖三十一年，温州沿海有倭寇掠奪黄岩，王德與伯祖散官王沛招募义兵，抗击倭寇。
嘉靖三十七年（1558年）倭寇再掠永嘉、龙湾，四月初六，王沛在梅头陣亡。王德率部驰援郡城，四月二十日傍晚至龙湾金岙時遭伏，不得脫，“手射杀数人，骂贼死”。追赠太仆寺少卿。

## 家族
曾祖王廷芳；祖父王鐲；父王浥，號橘泉；母林氏。